# Bedingham Green
Bedingham Green – wieś w Anglii, w hrabstwie Norfolk. Leży 18 km na południe od Norwich i 148 km na północny wschód od Londynu.